# Malaussène
Malaussène – miejscowość i gmina we Francji, w regionie Prowansja-Alpy-Lazurowe Wybrzeże, w departamencie Alpy Nadmorskie.
Według danych na rok 1990 gminę zamieszkiwało 129 osób, a gęstość zaludnienia wynosiła 7 osób/km² (wśród 963 gmin regionu Prowansja-Alpy-W. Lazurowe Malaussène plasuje się na 668. miejscu pod względem liczby ludności, natomiast pod względem powierzchni na miejscu 523.).